# Базюс-Ор
Базю́с-Ор (фр. Bazus-Aure, окс. Badús) — коммуна во Франции, находится в регионе Юг — Пиренеи. Департамент — Верхние Пиренеи. Входит в состав кантона Арро. Округ коммуны — Баньер-де-Бигор.
Код INSEE коммуны — 65075.

## География
Коммуна расположена приблизительно в 690 км к югу от Парижа, в 125 км юго-западнее Тулузы, в 50 км к юго-востоку от Тарба.
На востоке коммуны протекает река Нест.

## Климат
Климат умеренно-океанический с солнечной тёплой погодой и обильными осадками на протяжении практически всего года.

## Население
Население коммуны на 2010 год составляло 134 человека.
| 1962 | 1968 | 1975 | 1982 | 1990 | 1999 | 2010 |
| ---- | ---- | ---- | ---- | ---- | ---- | ---- |
| 118  | 122  | 101  | 112  | 112  | 118  | 134  |

## Администрация
| Период | Период | Фамилия    | Партия | Примечания |
| ------ | ------ | ---------- | ------ | ---------- |
| 2001   | 2020   | Элен Малер |        |            |

## Экономика
В 2010 году среди 78 человек трудоспособного возраста (15-64 лет) 58 были экономически активными, 20 — неактивными (показатель активности — 74,4 %, в 1999 году было 62,7 %). Из 58 активных жителей работали 55 человек (29 мужчин и 26 женщин), безработных было 3 (1 мужчина и 2 женщины). Среди 20 неактивных 5 человек были учениками или студентами, 10 — пенсионерами, 5 были неактивными по другим причинам.

## Достопримечательности
- Церковь Св. Архангела Михаила (XII век). Исторический памятник с 2004 года[4]

## Фотогалерея

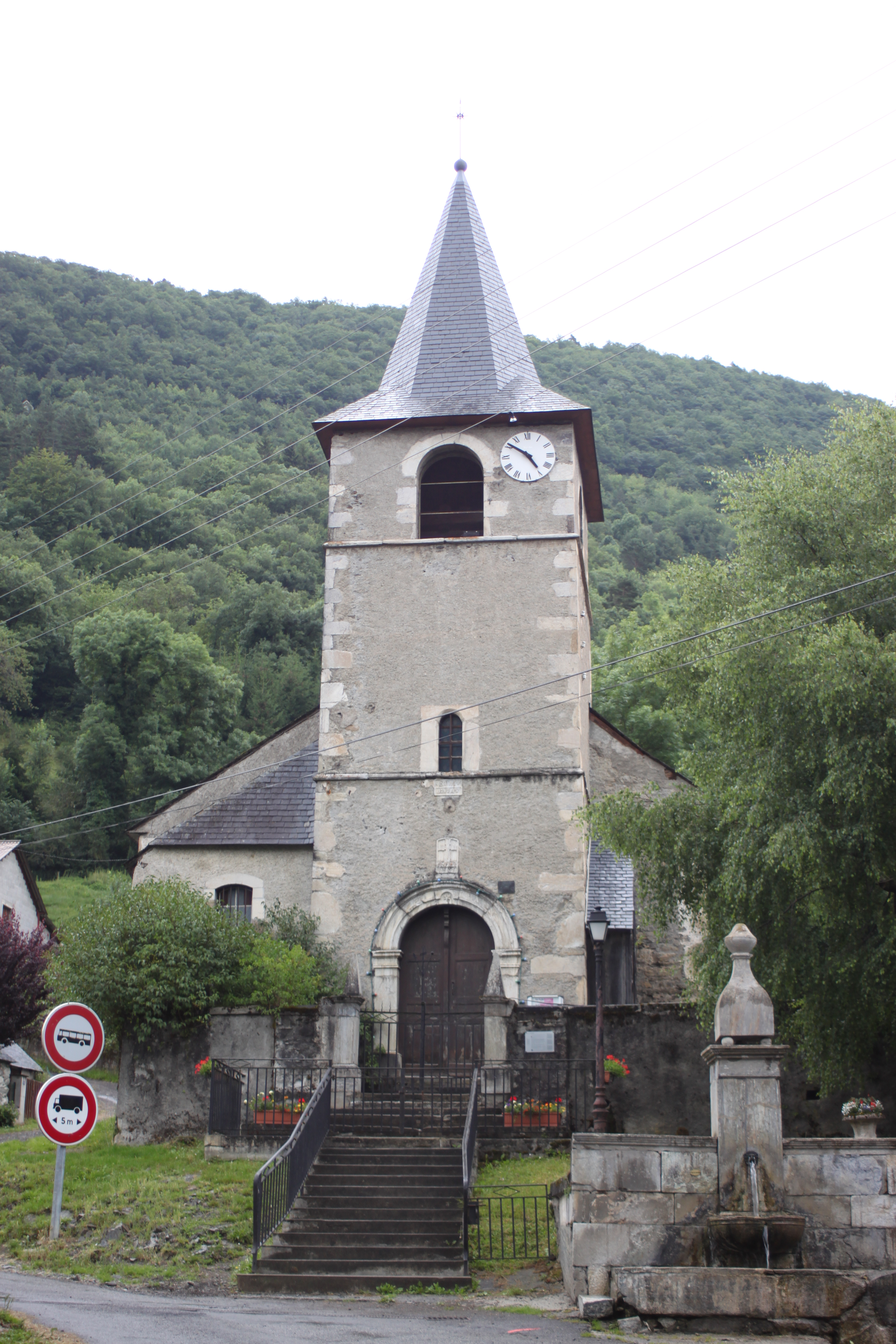
Церковь Св. Архангела Михаила
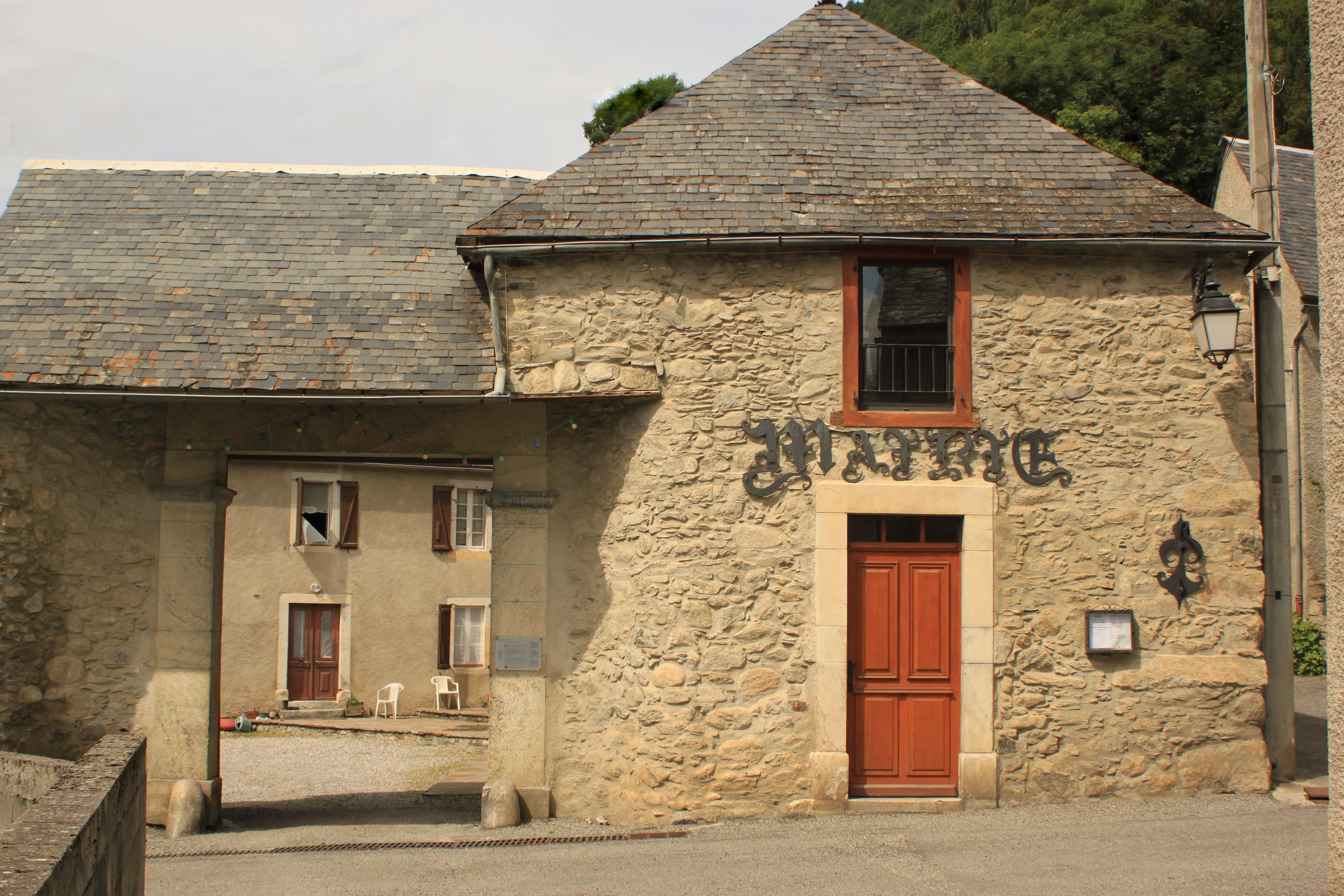
Мэрия
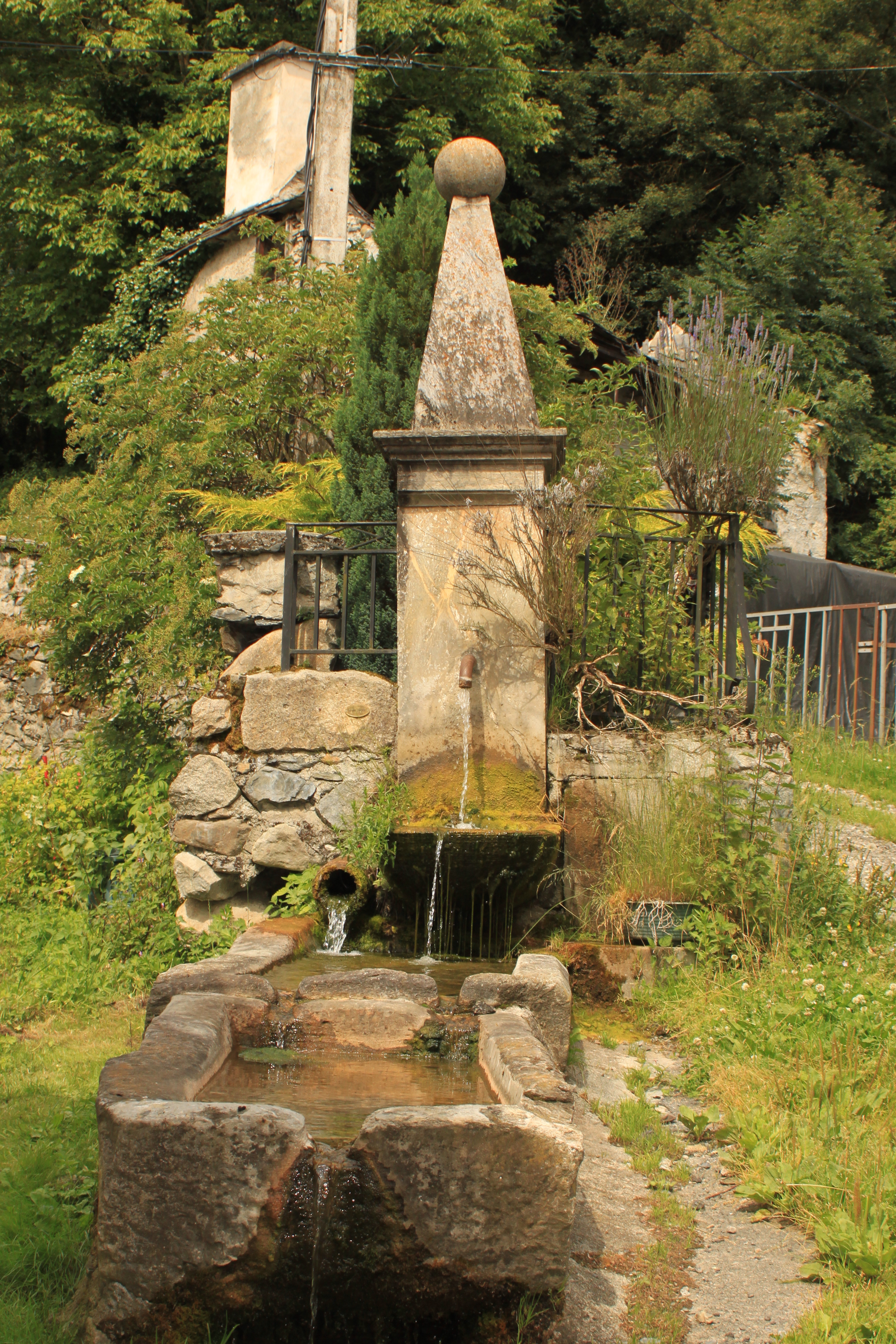
Фонтан
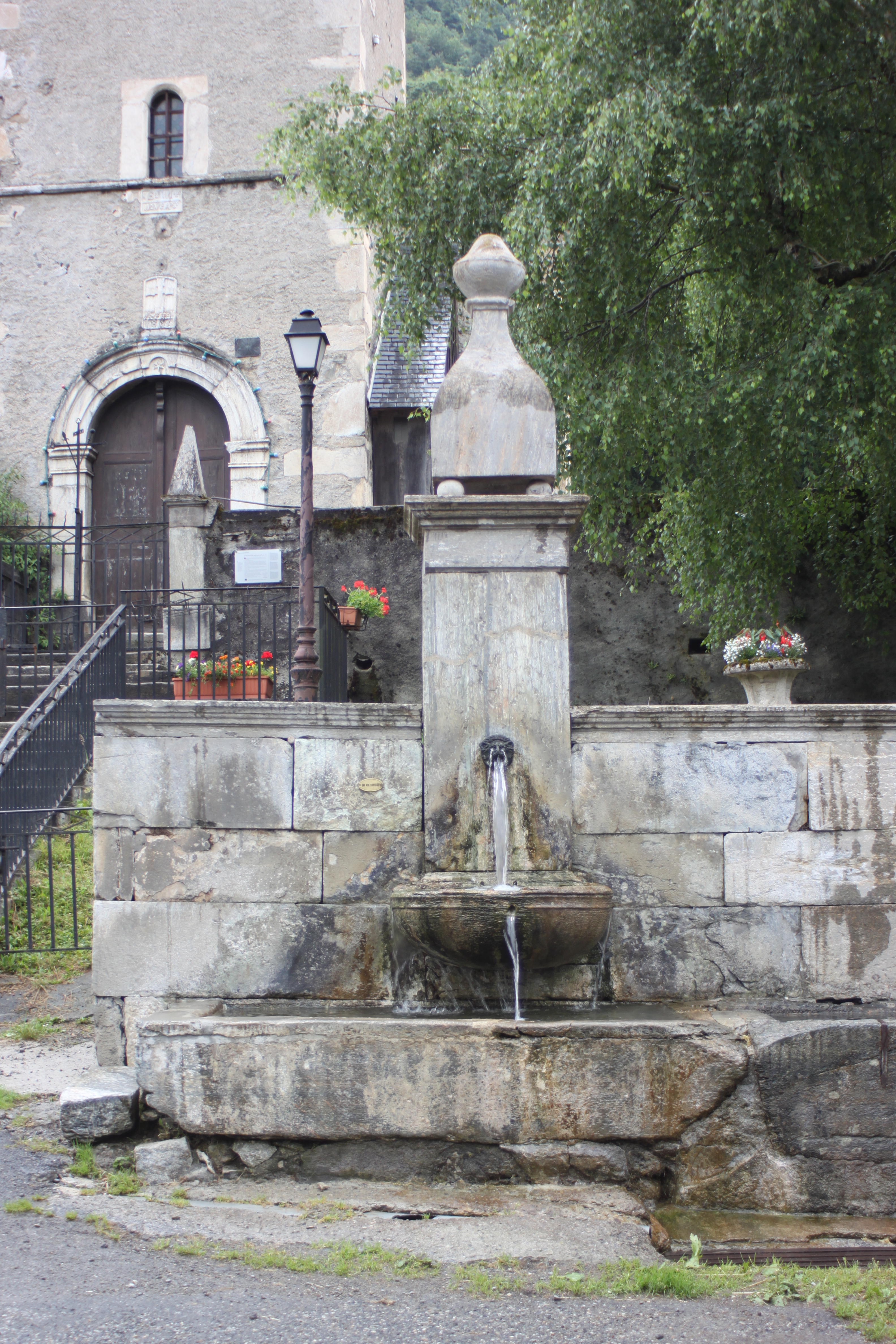
Фонтан
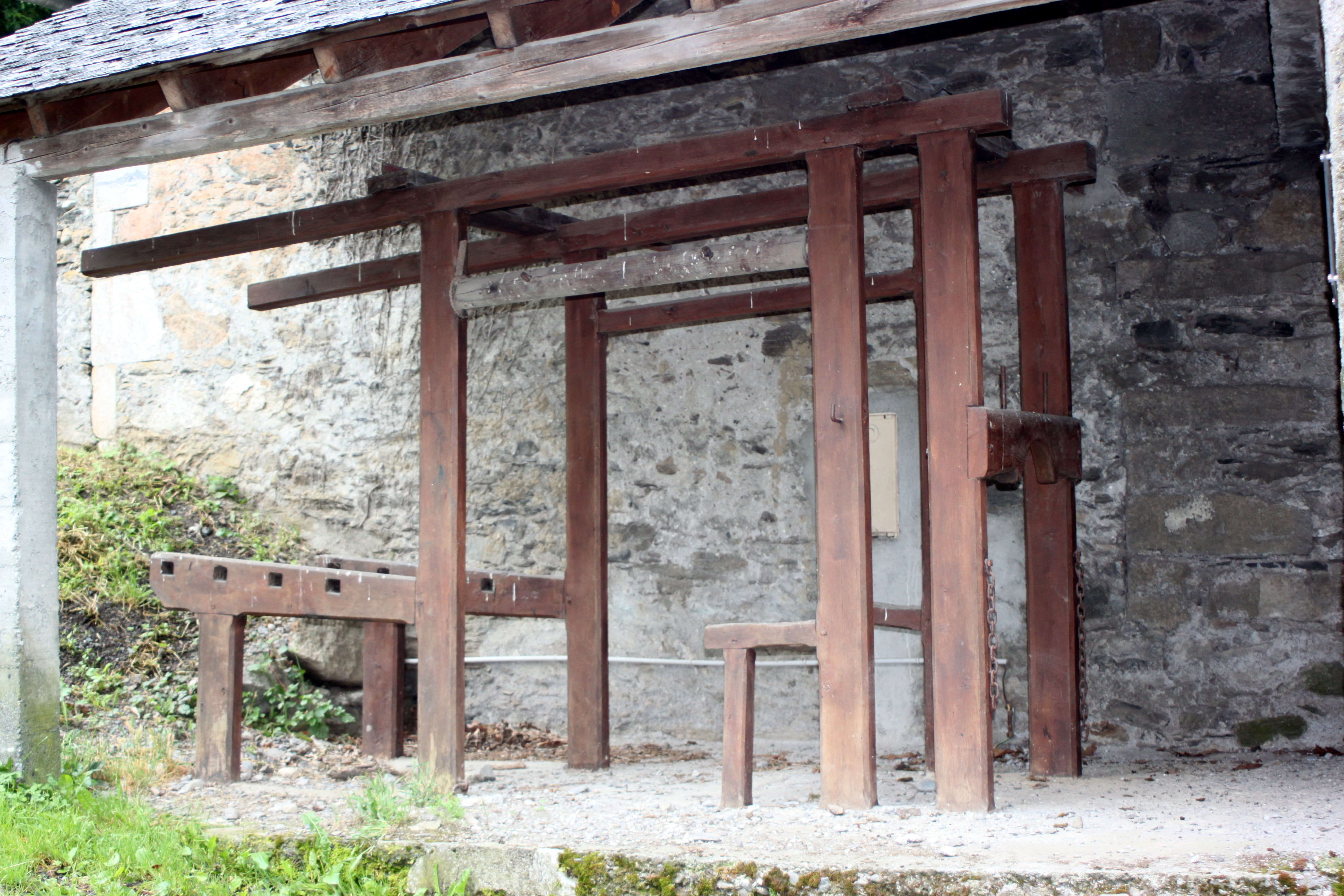
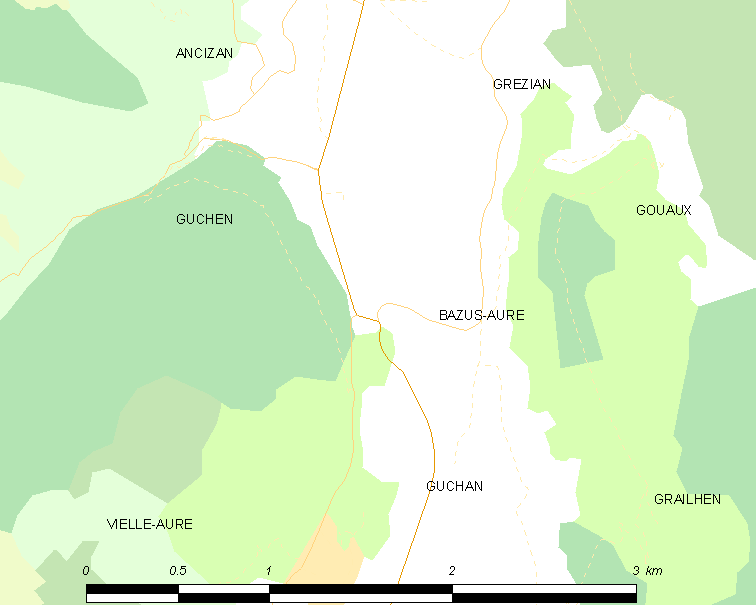
Карта коммуны